# Rの法則
『Rの法則』（アールのほうそく）は、2011年3月30日から2018年4月24日までNHK Eテレで放送されていた教養バラエティ番組である。放送時間は、毎週月曜日の18時55分 - 19時45分、毎週火曜日 - 木曜日の18時55分 - 19時25分。

## 概要
「R」はリサーチ&ランキングの意味。日本の中学生・高校生や10代、特に女子高生が興味を持っている話題をR'sと呼ばれるメンバーが町に飛び出しリサーチ、テーマごとにランキングを作成。そのランキングを基にスタジオに集まった主に中高生と大学生の出演者がトークを繰り広げる教育情報バラエティ番組。

### 山口達也の不祥事と番組の打ち切り
放送8年目に突入した2018年4月、司会の山口が同年2月に引き起こした不祥事（出演者の女子高校生と飲酒・わいせつな行為）が報じられ、同年4月25日を以て放送休止となる。その後、5月7日に番組の打ち切りを正式に発表。番組を打ち切らざるを得なくなったことについて、NHKは関係先への損害賠償請求を検討していると報じられた。その後、NHKは10月12日の会見にて、ジャニーズ事務所（現SMILE-UP）側への損害賠償請求をすでに行い、「決着した」と説明した。この影響で、5月8日に放送予定だった蒼井翔太がゲスト出演した回をはじめ、収録済みの物は全てお蔵入りとなった。当番組終了後はつなぎ番組を挟み、月曜 - 水曜は2018年10月1日より後継番組『沼にハマってきいてみた』が放送開始した。木曜はアニメ『クラシカロイド』（再放送）を放送した。

## 出演者

### 司会
- 山口達也（TOKIO、2011年3月30日 - 2018年4月24日）
- 高市佳明（NHKアナウンサー、2011年2月23日 - 2013年3月28日）
- 二宮直輝（NHKアナウンサー、2013年4月1日 - 2014年3月27日）
- 秋鹿真人（NHKアナウンサー、2014年3月31日 - 2018年3月28日）
- 塩田慎二（NHKアナウンサー、2018年4月9日 - 2018年4月24日）

### R'sメンバー（アールズ）
中学生や高校生を中心に大学生などを含む主に10代がレギュラー出演者。第3期と第4期はメンバーのオーディションを大々的に告知していて、応募できるのは中学1年生から高校2年生で一般からも参加可能だったが、第3期では高校3年生のメンバーも合格している。第5期から第8期ではオーディションの告知が無かったため、一般からの採用は無かった。
芸能界引退などの事情により、継続的な出演の前提となる状況に変化が生じている人物は、右端の「引退など」欄に☆を記入して示した。このうち出演者Twitter(現X)などにより2016年3月28日迄に降板→OB・OG扱いとされたメンバーについては★、2017年3月27日放送をもって番組卒業→OB・OG扱いとされたメンバーについては△、2018年3月26日放送をもって番組卒業したメンバーについては▲とした。詳細はリスト下の「#メンバーの引退など」を参照。
所属については出演当時の肩書きにし、その後脱退・解散した場合でも元は省略する。また、番組卒業後に所属したグループについても割愛する。
| R'sナンバー | 初登場期 | 名前             | 読み                   | ニックネーム | 生年月日       | 初出演時の年齢 | 所属                                                       | 引退など |
| ----------- | -------- | ---------------- | ---------------------- | ------------ | -------------- | -------------- | ---------------------------------------------------------- | -------- |
| 000001      | 第1期    | 野元愛           | のもと まなみ          | まなみん     | 1996年02月10日 | 15歳1ヶ月      | アイドリング!!! 元HOP CLUB                                 | ☆        |
| 000002      | 第1期    | 前田聖来         | まえだ せいら          | まえまえ     | 1996年02月24日 | 15歳1ヶ月      |                                                            | ★        |
| 000003      | 第1期    | 山上愛           | やまがみ あい          | あいちゃん   | 1996年03月16日 | 15歳0ヶ月      |                                                            | ★        |
| 000004      | 第1期    | 今野貴之         | こんの たかゆき        | 今ピー       | 1996年04月04日 | 14歳11ヶ月     | ジャニーズJr.                                              | △        |
| 000005      | 第1期    | 伊藤優衣         | いとう ゆい            | ゆい         | 1994年04月26日 | 16歳11ヶ月     | 超アニメ系微少女ユニット 【KiraLyraHeart】（2012年秋結成） | ★        |
| 000006      | 第1期    | 前田亜美         | まえだ あみ            | あーみん     | 1995年06月01日 | 15歳9ヶ月      | AKB48                                                      | ★        |
| 000007      | 第1期    | 加藤将太         | かとう しょうた        | 将太         | 1994年06月12日 | 16歳9ヶ月      |                                                            | ★        |
| 000008      | 第1期    | 和田崇太郎       | わだ そうたろう        | ソウタロウ   | 1996年06月12日 | 14歳9ヶ月      | 恵比寿学園男子部                                           | △        |
| 000009      | 第1期    | 三木にこる       | みき にこる            | にこる       | 1995年06月28日 | 15歳9ヶ月      | 元AKB48研究生                                              | ★        |
| 000010      | 第1期    | 田中絵里花       | たなか えりか          | えりりん     | 1997年07月15日 | 13歳8ヶ月      | おはガールメープル                                         | ☆        |
| 000011      | 第1期    | 川口絹           | かわぐち しるく        | しっち       | 1993年08月08日 | 16歳7ヶ月      |                                                            | ★        |
| 000012      | 第1期    | セーラ           | セーラ                 | セーラ       | 1996年09月03日 | 14歳6ヶ月      |                                                            | △        |
| 000013      | 第1期    | 朱里乃           | じゅりの               | じゅりの     | 1997年09月04日 | 13歳6ヶ月      |                                                            | ☆        |
| 000014      | 第1期    | 西山恵子         | にしやま けいこ        | ハイサ       | 1993年10月06日 | 17歳5ヶ月      |                                                            | ★        |
| 000015      | 第1期    | 森咲樹           | もり さき              | モリサキ     | 1993年10月12日 | 17歳5ヶ月      | アップアップガールズ（仮）                                 | ★        |
| 000016      | 第1期    | 諸星翔希         | もろほし しょうき      | しょうき     | 1994年10月13日 | 16歳5ヶ月      | ジャニーズJr.                                              | ★        |
| 000017      | 第1期    | 飯田麻由         | いいだ まゆ            | まゆちん     | 1994年10月28日 | 16歳5ヶ月      | なないろファンタジー                                       | ★        |
| 000018      | 第1期    | 新谷あやか       | しんや あやか          | あやぼー     | 1994年11月01日 | 16歳4ヶ月      | 現ばりやわとんこつ                                         | ★        |
| 000019      | 第1期    | 栂野理紗子       | とがの りさこ          | Ree          | 1994年11月14日 | 16歳4ヶ月      |                                                            | ★        |
| 000020      | 第1期    | 多田愛佳         | おおた あいか          | らぶたん     | 1994年12月08日 | 16歳3ヶ月      | AKB48 → HKT48                                              | ★        |
| 000021      | 第2期    | 巴奎依           | ともえ けい            | けい         | 1996年01月05日 | 15歳11ヶ月     | Girl〈s〉ACTRY A応P                                        | ★        |
| 000022      | 第2期    | 齋藤明里         | さいとう あかり        | お嬢         | 1995年01月13日 | 16歳11ヶ月     |                                                            | ★        |
| 000023      | 第2期    | 内海啓貴         | うつみ あきよし        | アキヨシ     | 1995年01月16日 | 16歳11ヶ月     |                                                            | ★        |
| 000024      | 第2期    | 佐藤すみれ       | さとう すみれ          | すーちゃん   | 1993年11月20日 | 17歳1ヶ月      | AKB48 → SKE48                                              | ★        |
| 000025      | 第2期    | 才川コージ       | さいかわ コージ        | コージ       | 1995年03月11日 | 16歳9ヶ月      |                                                            | ★        |
| 000026      | 第2期    | 斎藤亜美         | さいとう あみ          | アリス       | 1995年03月22日 | 16歳8ヶ月      |                                                            | ★        |
| 000027      | 第2期    | カムイ           | カムイ                 | カムイ       | 1998年04月03日 | 13歳8ヶ月      | 劇団錦                                                     |          |
| 000028      | 第2期    | 後藤翼ジェニー   | ごとう つばさ ジェニー | ジェニー     | 1997年04月09日 | 14歳8ヶ月      | 元さんみゅ〜                                               | ☆        |
| 000029      | 第2期    | 佐保明梨         | さほ あかり            | アカリ       | 1995年06月08日 | 16歳6ヶ月      | アップアップガールズ（仮）                                 | ★        |
| 000030      | 第2期    | ルイス・ジェシー | ルイス・ジェシー       | ジェシー     | 1996年06月11日 | 15歳6ヶ月      | ジャニーズJr.→SixTONES（2015年5月結成）                    | △        |
| 000031      | 第2期    | 田中樹           | たなか じゅり          | ジュリ       | 1995年06月15日 | 16歳6ヶ月      | ジャニーズJr.→SixTONES                                     | ★        |
| 000032      | 第2期    | 辻美優           | つじ みゆう            | ヒツジ       | 1996年07月06日 | 15歳5ヶ月      | elfin'                                                     | △        |
| 000033      | 第2期    | 関新菜           | せき にいな            | にーな       | 1995年07月20日 | 16歳5ヶ月      |                                                            | ★        |
| 000034      | 第2期    | 大塚聖捺         | おおつか せな          | せなりん     | 1996年07月21日 | 15歳5ヶ月      |                                                            | ☆        |
| 000035      | 第2期    | 宮崎美穂         | みやざき みほ          | みゃお       | 1993年07月30日 | 18歳5ヶ月      | AKB48                                                      | ★        |
| 000036      | 第2期    | 山内芹那         | やまうち せりな        | せりぃな     | 1995年08月07日 | 16歳4ヶ月      |                                                            | ★        |
| 000037      | 第2期    | 金井勝実         | かない かつみ          | カツミ       | 1995年09月11日 | 16歳3ヶ月      |                                                            | ★        |
| 000038      | 第2期    | 普天間みさき     | ふてんま みさき        | みさ         | 1993年09月22日 | 18歳2ヶ月      |                                                            | ☆        |
| 000039      | 第2期    | ほのかりん       | ほのか りん            | りん         | 1996年10月04日 | 15歳2ヶ月      |                                                            | ☆        |
| 000040      | 第2期    | 朝日梨帆         | あさひ りほ            | りほ         | 1996年10月25日 | 15歳2ヶ月      |                                                            | △        |
| 000041      | 第2期    | 夏目あおい       | なつめ あおい          | あおい       | 1996年11月10日 | 15歳1ヶ月      | Go!Go!ぱわふる学園                                         | △        |
| 000042      | 第2期    | 平祐奈           | たいら ゆうな          | たいちゃん   | 1998年11月12日 | 13歳1ヶ月      | おはガールちゅ!ちゅ!ちゅ!（2012年4月結成）                 |          |
| 000043      | 第2期    | 勝呂玲羅         | すぐろ れいら          | れいにゃん   | 1996年11月21日 | 15歳1ヶ月      |                                                            | ☆        |
| 000044      | 第2期    | 髙橋健介         | たかはし けんすけ      | ケン         | 1994年12月24日 | 16歳11ヶ月     | ウルトラマンX主演                                          | ★        |
| 000045      | 第3期    | 村木亮太         | むらき りょうた        | りょう       | 1999年01月26日 | 13歳9ヶ月      | ジャニーズJr.                                              | ▲        |
| 000046      | 第3期    | 野田美桜         | のだ みお              | ひめ         | 1997年04月02日 | 15歳7ヶ月      | 元乙女の純情                                               | ▲        |
| 000047      | 第3期    | 石神澪           | いしがみ れい          | いしがみ     | 1997年04月16日 | 15歳6ヶ月      | iDOL Street                                                | ▲        |
| 000048      | 第3期    | 内田菜月         | うちだ なつき          | なっちゃん   | 1995年05月04日 | 17歳6ヶ月      |                                                            | ★        |
| 000049      | 第3期    | 菅田琳寧         | すげた りんね          | りんね       | 1998年05月12日 | 14歳5ヶ月      | 7 MEN 侍（2018年2月結成）                                  |          |
| 000050      | 第3期    | 蒼葉える         | あおば える            | える         | 1995年06月16日 | 17歳4ヶ月      |                                                            | ★        |
| 000051      | 第3期    | 國井亜里沙       | くにい ありさ          | くーちゃん   | 1996年06月23日 | 16歳4ヶ月      |                                                            | ★        |
| 000052      | 第3期    | 野呂汰雅         | のろ たいが            | たいが       | 1995年06月24日 | 17歳4ヶ月      |                                                            | ★        |
| 000053      | 第3期    | 若月佑美         | わかつき ゆみ          | ワカツキ     | 1994年06月27日 | 18歳4ヶ月      | 乃木坂46                                                   | ★        |
| 000054      | 第3期    | 小森美果         | こもり みか            | こもりん     | 1994年07月19日 | 18歳3ヶ月      | AKB48                                                      | ☆        |
| 000055      | 第3期    | 尾崎有彩         | おざき ありさ          | ザッキー     | 1997年07月24日 | 15歳3ヶ月      |                                                            | ★        |
| 000056      | 第3期    | 杉山紗英         | すぎやま さえ          | さえ         | 1996年07月31日 | 16歳4ヶ月      |                                                            | ☆        |
| 000057      | 第3期    | 椎名もも         | しいな もも            | もも         | 1997年08月06日 | 15歳2ヶ月      |                                                            | ☆        |
| 000058      | 第3期    | 石田桃香         | いしだ ももか          | いっちゃん   | 1997年10月21日 | 15歳0ヶ月      |                                                            | ▲        |
| 000059      | 第3期    | 岡部勇介         | おかべ ゆうすけ        | ゆーすけ     | 1996年11月07日 | 15歳11ヶ月     |                                                            | ★        |
| 000060      | 第4期    | 江原蓮           | えはら れん            | 蓮           | 1997年01月21日 | 16歳7ヶ月      |                                                            | △        |
| 000061      | 第4期    | 川﨑翔太         | かわさき しょうた      | しょう       | 1998年01月29日 | 15歳7ヶ月      |                                                            | ☆        |
| 000062      | 第4期    | 水咲優美         | みずさき ゆみ          | ゆみ         | 1997年02月18日 | 16歳6ヶ月      |                                                            | △        |
| 000063      | 第4期    | 石田直也         | いしだ なおや          | トランピー   | 1997年04月15日 | 16歳5ヶ月      | ジャニーズJr.                                              | ▲        |
| 000064      | 第4期    | 春日彩香         | かすが あやか          | かすが       | 1998年05月08日 | 15歳4ヶ月      |                                                            |          |
| 000065      | 第4期    | 佐々木萌詠       | ささき もえ            | もえ         | 1996年05月20日 | 17歳3ヶ月      |                                                            | △        |
| 000066      | 第4期    | 高田夏帆         | たかだ かほ            | かほ         | 1996年05月31日 | 17歳3ヶ月      |                                                            | △        |
| 000067      | 第4期    | 山形匠           | やまがた たくみ        | たっくん     | 1996年06月26日 | 17歳2ヶ月      |                                                            | △        |
| 000068      | 第4期    | 松永莉奈         | まつなが りな          | りぃこ       | 1996年07月02日 | 17歳2ヶ月      |                                                            | △        |
| 000069      | 第4期    | 池沢美緒         | いけざわ みお          | みりぃ       | 1996年07月27日 | 17歳1ヶ月      |                                                            | △        |
| 000070      | 第4期    | 齋藤飛鳥         | さいとう あすか        | あしゅ       | 1998年08月10日 | 15歳1ヶ月      | 乃木坂46                                                   |          |
| 000071      | 第4期    | 木本花音         | きもと かのん          | のんちゃん   | 1997年08月11日 | 15歳1ヶ月      | SKE48（一時期HKT48を兼任）                                 | △        |
| 000072      | 第4期    | 小川陽美         | おがわ みなみ          | みなみ       | 1998年11月18日 | 14歳9ヶ月      |                                                            |          |
| 000073      | 第4期    | 布施日花梨       | ふせ ひかり            | ひっか       | 1997年12月04日 | 15歳9ヶ月      | 劇団ハーベスト                                             | ▲        |
| 000074      | 第4期    | 梅澤太一         | うめざわ たいち        | 梅ちゃん     | 1998年12月21日 | 14歳8ヶ月      |                                                            |          |
| 000075      | 第4期    | 小松崎夕楠       | こまつざき ゆうな      | ゆーな       | 1999年12月24日 | 13歳8ヶ月      |                                                            |          |
| 000076      | 第5期    | 阿部悠真         | あべゆうま             | ゆうま       | 1998年01月8日  | 16歳8ヶ月      | ZEN THE HOLLYWOOY                                          | ▲        |
| 000077      | 第5期    | 西野未姫         | にしの みき            | みきちゃん   | 1999年04月4日  | 15歳6ヶ月      | AKB48                                                      | △        |
| 000078      | 第5期    | 岡本カウアン     | おかもと カウアン      | カウアン     | 1996年05月24日 | 18歳4ヶ月      | ジャニーズJr.                                              | △        |
| 000079      | 第5期    | 塩川莉世         | しおかわ りせ          | リセ         | 2000年07月31日 | 14歳2ヶ月      | 転校少女歌撃団（2014年11月結成）                           |          |
| 000080      | 第5期    | 宮前杏実         | みやまえ あみ          | あみちゃん   | 1997年09月9日  | 17歳0ヶ月      | SKE48                                                      | △        |
| 000081      | 第5期    | 堀未央奈         | ほり みおな            | みおな       | 1996年10月15日 | 17歳11ヶ月     | 乃木坂46                                                   | △        |
| 000082      | 第5期    | 佐藤麗奈         | さとう れな            | さとれな     | 1998年11月9日  | 15歳10ヶ月     | アイドリング!!! マジカル・パンチライン                     | ▲        |
| 000083      | 第5期    | 小松直樹         | こまつ なおき          | なおき       | 1997年12月24日 | 16歳9ヶ月      |                                                            | ▲        |
| 000084      | 第6期    | 渡辺碧斗         | わたなべ あおと        | あおと       | 1998年01月19日 | 17歳4ヶ月      |                                                            | ▲        |
| 000085      | 第6期    | 江籠裕奈         | えご ゆうな            | えごちゃん   | 2000年03月29日 | 15歳2ヶ月      | SKE48                                                      |          |
| 000086      | 第6期    | 和田まあや       | わだ まあや            | まあや       | 1998年04月23日 | 17歳1ヶ月      | 乃木坂46                                                   |          |
| 000087      | 第6期    | 安本彩花         | やすもと あやか        | やっさん     | 1998年06月27日 | 16歳11ヶ月     | 私立恵比寿中学                                             |          |
| 000088      | 第6期    | 高砂ひなた       | たかさご ひなた        | なっぺ       | 1998年08月24日 | 16歳9ヶ月      |                                                            |          |
| 000089      | 第6期    | 古橋舞悠         | ふるはし まゆ          | ふるちゃん   | 1998年10月30日 | 16歳7ヶ月      | アイドリング!!! BESTIEM                                    |          |
| 000090      | 第6期    | 渡辺みり愛       | わたなべ みりあ        | みーちゃん   | 1999年11月1日  | 15歳6ヶ月      | 乃木坂46                                                   |          |
| 000091      | 第6期    | 谷口めぐ         | たにぐち めぐ          | めぐたん     | 1998年11月12日 | 16歳6ヶ月      | AKB48                                                      | △        |
| 000092      | 第6期    | 前川優希         | まえかわ ゆうき        | ユウキ       | 1997年12月17日 | 17歳5ヶ月      |                                                            | ▲        |
| 000093      | 第6期    | 浜田彩加         | はまだ さいか          | いかちゃん   | 1999年12月27日 | 15歳5ヶ月      | Cupitron                                                   |          |
| 000094      | 第7期    | 城田サクラ       | しろた サクラ          | さくら       | 2001年1月2日   | 14歳11ヶ月     | GIRLS4EVER→ZIP☆CODE                                        |          |
| 000095      | 第7期    | 齋藤真緒         | さいとう まお          | まお         | 2000年2月1日   | 15歳10ヶ月     |                                                            |          |
| 000096      | 第7期    | 日下部美愛       | くさかべ みあ          | みあ         | 2000年3月9日   | 15歳9ヶ月      | Prizmmy☆                                                   |          |
| 000097      | 第7期    | 大渕野々花       | おおぶち ののか        | ののか       | 2000年3月13日  | 15歳9ヶ月      |                                                            |          |
| 000098      | 第7期    | 鈴原ゆりあ       | すずはら ゆりあ        | ゆりあ       | 2000年3月30日  | 15歳8ヶ月      |                                                            |          |
| 000099      | 第7期    | 坪内夕起子       | つぼうち ゆきこ        | ゆっこ       | 1999年4月6日   | 16歳6ヶ月      |                                                            |          |
| 000100      | 第7期    | 熊坂瑠家         | くまさか るか          | ルカ         | 2000年5月3日   | 15歳7ヶ月      |                                                            |          |
| 000101      | 第7期    | 赤沼葵           | あかぬま あおい        | あっか       | 2001年5月19日  | 14歳7ヶ月      |                                                            |          |
| 000102      | 第7期    | 彩田真鈴         | さいだ まりん          | まりん       | 1999年5月23日  | 16歳7ヶ月      |                                                            |          |
| 000103      | 第7期    | 島倉凱隼         | しまくら がいは        | がいは       | 1999年6月8日   | 16歳6ヶ月      |                                                            | ▲        |
| 000104      | 第7期    | 菅沼もにか       | すがぬま もにか        | もにか       | 2000年8月12日  | 15歳4ヶ月      | ハコイリ♡ムスメ                                            | △        |
| 000105      | 第7期    | 木村葉月         | きむら はづき          | はーちゃん   | 2000年8月11日  | 15歳4ヶ月      | 少女隊 (二代目)                                            |          |
| 000106      | 第7期    | 桃果             | ももか                 | ももか       | 2000年8月25日  | 15歳4ヶ月      |                                                            |          |
| 000107      | 第7期    | 木下愛華         | きのした まなか        | まなか       | 1999年9月17日  | 16歳3ヶ月      |                                                            |          |
| 000108      | 第7期    | 二見仁菜         | ふたみ にいな          | にいな       | 1999年11月8日  | 16歳1ヶ月      |                                                            |          |
| 000109      | 第7期    | 水原雅           | みずはら みやび        | みーや       | 1999年11月9日  | 16歳1ヶ月      |                                                            |          |
| 000110      | 第7期    | 髙橋優斗         | たかはし ゆうと        | ユウピー     | 1999年11月15日 | 16歳1ヶ月      | Classmate J→HiHi Jets                                      |          |
| 000111      | 第7期    | 今野大輝         | こんの たいき          | たいき       | 1999年11月24日 | 16歳1ヶ月      | 7 MEN 侍                                                   |          |
| 000112      | 第7期    | 石野瑠見         | いしの るみ            | るーみん     | 2000年12月14日 | 15歳1ヶ月      |                                                            |          |
| 000113      | 第7期    | 田辺真南葉       | たなべ まなは          | まなちゃん   | 2000年12月20日 | 15歳1ヶ月      | アイドルING!!!（2017年10月結成）                           |          |
| 000114      | 第7期    | 花音             | かのん                 | すずみん     | 1999年12月28日 | 16歳0ヶ月      |                                                            |          |
| 000115      | 第8期    | 髙橋海人         | たかはし かいと        | かいくん     | 1999年4月3日   | 17歳6ヶ月      | Mr.King→King & Prince                                      |          |
| 000116      | 第8期    | 山ノ内凱旋       | やまのうち がいせん    | がいせん     | 1998年4月27日  | 18歳5ヶ月      |                                                            |          |
| 000117      | 第8期    | 川上兼司         | かわかみ けんじ        | けんじ       | 1999年1月19日  | 17歳8ヶ月      |                                                            |          |
| 000118      | 第8期    | 平野宏周         | ひらの こうしゅう      | こーくん     | 1999年4月1日   | 17歳6ヶ月      | ウルトラマンZ主演                                          |          |
| 000119      | 第8期    | 志茂星哉         | しも せいや            | せいや       | 1998年10月5日  | 17歳11ヶ月     |                                                            |          |
| 000120      | 第8期    | 橋本涼           | はしもと りょう        | はっしー     | 2000年10月30日 | 15歳11ヶ月     | HiHi Jets                                                  |          |
| 000121      | 第8期    | 塩谷満平         | しおたに まんぺい      | まんぺい     | 2000年5月5日   | 16歳4ヶ月      |                                                            |          |
| 000122      | 第8期    | 井上瑞稀         | いのうえ みずき        | みずき       | 2000年10月31日 | 15歳11ヶ月     | HiHi Jets                                                  |          |
| 000123      | 第8期    | ゆうたろう       | ゆうたろう             | ゆうたろう   | 1998年6月3日   | 18歳4ヶ月      |                                                            |          |
| 000124      | 第8期    | 栗原崚吾         | くりはら りょうご      | りょうご     | 1998年8月27日  | 18歳1ヶ月      |                                                            |          |
| 000125      | 第9期    | レイモンド愛華   | レイモンド あいか      | あいか       | 2002年7月5日   | 15歳1ヶ月      |                                                            |          |
| 000126      | 第9期    | 春山明香里       | はるやま あかり        | あかりん     | 2002年6月5日   | 15歳2ヶ月      |                                                            |          |
| 000127      | 第9期    | アンジェリカ     | アンジェリカ           | アンジェ     | 2000年11月15日 | 16歳9ヶ月      |                                                            |          |
| 000128      | 第9期    | 佐味慶音         | さみ けいと            | けいと       | 1999年11月18日 | 17歳9ヶ月      |                                                            |          |
| 000129      | 第9期    | 伊藤小春         | いとう こはる          | こはる       | 2002年11月7日  | 14歳9ヶ月      | ふわふわ                                                   |          |
| 000130      | 第9期    | 石郷朱莉         | いしごう しゅい        | しゅい       | 2002年3月28日  | 15歳5ヶ月      |                                                            |          |
| 000131      | 第9期    | 戸塚丈太郎       | とつか じょうたろう    | じょうたろう | 2002年5月8日   | 15歳3ヶ月      | 劇団スーパー・エキセントリック・シアター                   |          |
| 000132      | 第9期    | 反田葉月         | たんだ はづき          | たんだちゃん | 2001年2月28日  | 16歳6ヶ月      | PALET                                                      |          |
| 000133      | 第9期    | 久保晴渡         | くぼ はると            | はると       | 2000年3月5日   | 17歳5ヶ月      |                                                            |          |
| 000134      | 第9期    | 金谷鞠杏         | かねや まりあ          | まりあ       | 2001年12月31日 | 15歳8ヶ月      | GENIC                                                      |          |
| 000135      | 第9期    | 兼次要那         | かねし もと            | もと         | 2000年11月10日 | 16歳9ヶ月      |                                                            |          |
| 000136      | 第9期    | 北優心           | きた ゆうじん          | ゆうじん     | 2001年1月22日  | 16歳7ヶ月      |                                                            |          |
| 000137      | 第9期    | 和野優衣菜       | わの ゆいな            | わのちゃん   | 2000年8月7日   | 17歳0ヶ月      |                                                            |          |

#### メンバーの引退など
R'sメンバーは芸能界引退などを理由に事実上番組を降板している者がいる。また20代になったメンバーについては年度替わりなどで降板となり、芸能活動を続けている場合はOB・OGとして必要に応じ番組出演することがある。2016年度改編に際しその時点で20代になっていたメンバーは自動的に番組降板となった。
- 野元愛：2012年12月末にアイドリング!!!を卒業、同時に芸能界を引退[7]。
- 田中絵里花：2014年4月7日に活動休止を宣言[12]。
- 後藤翼ジェニー：2012年9月28日、学業優先の活動のため、さんみゅ〜から脱退[10]。
- 普天間みさき：2014年2月28日に芸能界を引退。
- 小森美果：2013年7月7日にAKB48を卒業[11]、同年8月20日に芸能界を引退[11]。
- 川﨑翔太：2013年10月の時点で、ジャニーズ事務所公式サイトでは『Rの法則』に出演するジャニーズJr.としていたが[13]、その後は名前が除去されている[8]。
- 菅沼もにか：2016年9月15日、軽率な行動があったとして芸能活動を停止、そのまま番組に復帰することなく降板となった。週刊文春で名前は伏せられたものの、私立恵比寿中学のメンバーと当番組で出会った男性の家で飲酒をして夜を明かしたことが報じられている。
- ほのかりん：2016年9月30日、未成年飲酒問題のため降板[14]。
- 椎名もも：2017年3月31日に芸能界を引退。3月27日放送にて番組を降板。2020年に本名の「岩﨑果歩」名義でNHKにアナウンサーとして入局。

## スタッフ
- ナレーション：大江戸よし々、小坂由里子

## 放送時間
いずれも、NHK教育テレビ→NHK Eテレにて放送。

### パイロット版
- 本放送
  - 2011年2月23日 18時55分 - 19時25分
  - 2011年3月13日と3月27日に再放送の予定だったが中止[注釈 14]。

### レギュラー放送
2011年度
- 本放送
  - 水曜日 18時55分 - 19時25分
  - 2011年7月13日は『きょーこ先生の空想保健室』放送のため休止。
- 再放送
  - 土曜日 10時30分 - 11時00分

2012年度・2013年度
- 本放送
  - 月曜日 - 木曜日 18時55分 - 19時25分
  - 2012年8月20日 - 23日は特番放送のため休止。
  - 2013年1月1日 - 3日は正月特番放送のため休止。
  - 2013年8月5日 - 8日は特番放送のため休止。
  - 2013年12月31日 - 2014年1月2日は年末年始特番放送のため休止。
  - 2014年2月10日、12日、13日、18日はソチオリンピック中継のため休止。
- 再放送
  - 火曜日 - 金曜日 0時00分 - 0時30分（月曜日 - 木曜日の深夜）
  - 2012年8月20日 - 23日は別番組放送のため休止。
  - 2013年1月1日 - 3日は別番組放送のため休止。
  - 2013年8月5日 - 8日は別番組放送のため休止。
  - 2013年12月31日 - 2014年1月2日は年末年始特番放送のため休止。
  - 2014年2月12日、13日は別番組放送のため休止。

2014年度・2015年度
- 本放送
  - 月曜日 - 木曜日 18時55分 - 19時25分
  - 2014年12月31日・2015年1月1日、12月31日は年末年始特番放送のため休止。
- 再放送
  - 土曜日 1時00分 - 1時30分（金曜日の深夜）[注釈 15]
  - 2014年度からは、過去放送分でリクエストが多かった1本を「Rの法則セレクション」として放送。
  - 2015年1月3日は別番組放送のため休止。
  - 2015年9月26日放送をもって、再放送を終了。以降、不定期にて放送。

2016年度・2017年度
- 本放送
  - 月曜日 - 木曜日 18時55分 - 19時25分
  - 2017年1月2日、3日は正月特番放送のため休止。
  - 2017年2月28日は特番放送のため休止。
  - 2017年8月1日は別番組放送のため休止。
  - 2018年1月1日 - 3日は正月特番放送のため休止。
  - 2018年2月12日、19日は特番放送のため休止。
  - 2018年2月13日、14日、20日、22日は平昌オリンピック中継のため休止。

2018年度
- 本放送
  - 月曜日 18時55分 - 19時45分
  - 火曜日 - 木曜日 18時55分 - 19時25分
  - 2018年4月25日からMCの山口達也の不祥事の影響により放送休止、同年5月7日に番組打ち切りを発表。

#### 変遷
| 期間                          | 本放送                                             | 再放送                        |
| ----------------------------- | -------------------------------------------------- | ----------------------------- |
| 2011年3月30日 - 2012年3月28日 | 水曜日 18:55 - 19:25                               | 土曜日 10:30 - 11:00          |
| 2012年4月2日 - 2014年3月27日  | 月曜日 - 木曜日 18:55 - 19:25                      | 火曜日 - 金曜日 00:00 - 00:30 |
| 2014年3月31日 - 2014年9月27日 | 月曜日 - 木曜日 18:55 - 19:25                      | 土曜日 1:30 - 2:00            |
| 2014年9月29日 - 2015年9月26日 | 月曜日 - 木曜日 18:55 - 19:25                      | 土曜日 1:00 - 1:30            |
| 2015年9月28日 - 2018年4月5日  | 月曜日 - 木曜日 18:55 - 19:25                      | -                             |
| 2018年4月9日 - 2018年4月24日  | 月曜日 18:55 - 19:45 火曜日 - 木曜日 18:55 - 19:25 | -                             |

## 放送リスト
ただし再放送は除く。

### 2011年
| 回 | 放送日   | テーマ                                          | ゲスト                                     | 備考 |
| -- | -------- | ----------------------------------------------- | ------------------------------------------ | ---- |
| 1  | 3月30日  | 携帯電話にメモリーされた写真                    | 八代英輝                                   |      |
| 2  | 4月6日   | 第一印象どこで判断する？                        |                                            |      |
| 3  | 4月13日  | 先生の気になる謎                                | 名越康文                                   |      |
| 4  | 4月20日  | ムカっとした言葉 ランキング                     | 鈴木おさむ                                 |      |
| 5  | 4月27日  | “もったいない”と思うもの                        |                                            |      |
| 6  | 5月4日   | 人に知られたくない 直したいところ ランキング    | 本村健太郎                                 |      |
| 7  | 5月11日  | ちょっと幸せを感じること                        | 井筒和幸                                   |      |
| 8  | 5月18日  | 親に聞いてみたいこと                            | 北野大                                     |      |
| 9  | 6月1日   | 将来のために手に入れたいスキル ランキング       | 名越康文                                   |      |
| 10 | 6月22日  | メールの方が伝えやすい言葉 ランキング           | 本村健太郎                                 |      |
| 11 | 7月20日  | キュンとなるしぐさ ランキング                   | 北野大                                     |      |
| 12 | 8月3日   | アゲどき↑サゲどき↓                              | 八代英輝                                   |      |
| 13 | 8月17日  | 好きな食べ物 ランキング                         | 岩崎夏海                                   |      |
| 14 | 8月24日  | たこ焼きの謎 ランキング                         | 名越康文                                   |      |
| 15 | 9月14日  | 震災 いま伝えたいこと                           |                                            |      |
| 16 | 9月21日  | カレーライスの秘密                              | 服部幸應                                   |      |
| 17 | 9月28日  | 親にありがとうと思うこと                        | 鈴木おさむ                                 |      |
| 18 | 10月5日  | 大学生に聞く 高校時代にやっておけばよかったこと | 本村健太郎                                 |      |
| 19 | 10月12日 | 高校生のこだわり 制服編                         | 加藤夏希                                   |      |
| 20 | 10月19日 | 英語の発音がうまくなる法則 前編                 | ピエール瀧 セイン・カミュ ガイタノ・トタロ |      |
| 21 | 10月26日 | 英語の発音がうまくなる法則 後編                 | ピエール瀧 セイン・カミュ ガイタノ・トタロ |      |
| 22 | 11月2日  | 森永流 人の心をつかむ法則～涙の修行編～         | 森永卓郎                                   |      |
| 23 | 11月9日  | 森永流 人の心をつかむ法則～炎のプレゼン対決編～ | 森永卓郎                                   |      |
| 24 | 11月16日 | お弁当の思い出                                  | 尾木直樹                                   |      |
| 25 | 11月23日 | 聞きたい！本の謎                                | 石田衣良 松田哲夫 清水克衛 福田由紀        |      |
| 26 | 11月30日 | やる気がでる言葉 ランキング                     | 本村健太郎                                 |      |
| 27 | 12月7日  | 学校自慢スペシャル Ｒ’ｓ学園祭～極める編～      | ドン小西 田丸麻紀                          |      |
| 28 | 12月14日 | 学校自慢スペシャルＲ’ｓ学園祭～魅せる編～       | ドン小西 田丸麻紀                          |      |
| 29 | 12月21日 | Ｒ’ｓ ＮＥＷＳ～タイの洪水～                    | 鈴木おさむ                                 |      |

## あんぐるランキング
当番組のスピンオフ番組として、2011年7月4日から7月7日にかけて生放送で『あんぐるランキング』が放送された。
| 放送日       | 番組テーマ                   |
| ------------ | ---------------------------- |
| 2011年7月4日 | どうしてもやめられないクセ   |
| 2011年7月5日 | 心にグッと響いたあのフレーズ |
| 2011年7月6日 | 結婚の条件                   |
| 2011年7月7日 | 親には絶対言えないヒミツ     |